# Seznam francoskih šahistov
Seznam francoskih šahistov.

## B
- Étienne Bacrot
- Louis-Charles Mahé de la Bourdonnais

## D
- Alexandre Deschapelles
- Marcel Duchamp

## F
- Sébastien Feller

## H
- Vitaly Halberstadt
- Arnaud Hauchard

## L
- Frédéric Lazard

## M
- Napoleon Marache
- Cyril Marzolo
- Sophie Milliet

## N
- Igor-Alexandre Nataf

## P
- François-André Danican Philidor
- Éric Prié

## R
- Jules Arnous de Rivière
- Eugène Rousseau

## S
- Pierre Charles Fournier de Saint-Amant
- Almira Skripchenko
- Boris Spaski

## T
- Savielly Tartakower
- Vladislav Tkachiev

## V
- Maxime Vachier-Lagrave